# Microscapha nepalensis
Microscapha nepalensis es una especie de coleóptero de la familia Tetratomidae.

## Distribución geográfica
Habita en Nepal.